# Élection présidentielle taïwanaise de 2024
L'élection présidentielle taïwanaise de 2024 a lieu le 13 janvier 2024 afin d'élire le président et le vice-président de Taïwan. Des élections législatives ont lieu simultanément. Le processus des primaires et des nominations présidentielles s'étale sur les six derniers mois de 2023.
La présidente sortante Tsai Ing-wen, du Parti progressiste-démocrate (DPP), ne peut se représenter pour un troisième mandat. La campagne voit s'affronter le vice-président sortant Lai Ching-te, candidat du DPP, à Hou Yu-ih et Ko Wen-je, respectivement candidats du Kuomintang (KMT) et du Parti populaire taïwanais (TPP).
Le scrutin, qui intervient dans un contexte de regain des tensions avec la république populaire de Chine, voit la victoire en demi-teinte de Lai Ching-te, qui ne réunit qu'un peu plus de 40 % des voix tandis que le DPP perd sa majorité absolue des sièges aux législatives. Le DPP réussit néanmoins à devenir le premier parti dont les candidats remportent la présidence lors de trois élections successives depuis le passage au suffrage universel direct.

## Contexte

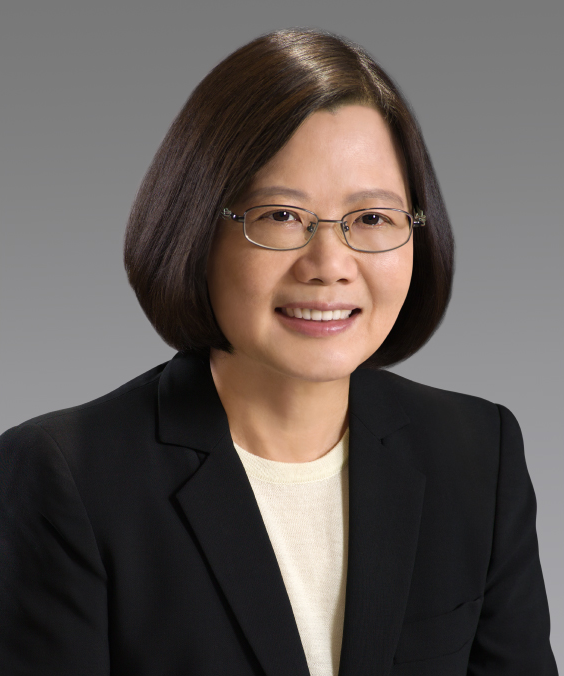
Tsai Ing-wen.

La vie politique taïwanaise est dominée par le bipartisme opposant le Parti progressiste-démocrate (DPP) au Kuomintang (KMT). Élue en 2016 puis réélue en 2020 sous l'étiquette du DPP, la présidente sortante Tsai Ing-wen ne peut se représenter en 2024, la révision constitutionnelle de 2005 ayant gardé la limite à un maximum de deux mandats présidentiels. En outre, Tsai démissionne de la présidence du DPP après la défaite électorale de son parti aux élections municipales de 2022.
Le Parti progressiste-démocrate procède par conséquent à une primaire afin de choisir son nouveau candidat à la présidence. Cette dernière est dominée par la candidature du vice-président Lai Ching-te qui, seul en lice, obtient l'investiture du DPP fin mars 2023, après avoir été élu à la présidence du parti en janvier dernier,,.
Dans l'opposition, le Kuomintang choisit le 17 mai suivant pour candidat Hou Yu-ih, alors maire de Nouveau Taipei, l'une des plus importantes ville du pays.
Les élections législatives de 2020 ayant vu l'entrée au Yuan législatif du Parti populaire taïwanais (TPP), son dirigeant et maire de la capitale Taipei, Ko Wen-je, présente à son tour sa candidature. Également seul en lice de la primaire de son parti, ce dernier le choisit officiellement le 17 mai,
Le scrutin de 2024 est remarqué pour le nombre initialement élevé de candidats pour une élection présidentielle taïwanaise. Fin 2023, six candidats sont ainsi en lice — un record depuis celle organisée en 2000 — dont le milliardaire indépendant Terry Gou et Su Huan-chih, membre du Parti du renouveau taïwanais, qui recueillent les signatures nécessaires à la validation de leur candidature,. Ces deux derniers ainsi que l'indépendant Wang Chien-shien  finissent cependant par se retirer, donnant lieu à un scrutin plus classique opposant trois candidats issus des partis traditionnels.

## Système électoral
Le président de Taïwan est élu au scrutin uninominal majoritaire à un tour pour un mandat de quatre ans renouvelable une seule fois, de manière consécutive ou non. Les candidats à la présidence se présentent chacun en binômes avec un colistier, lui même candidat à la vice-présidence,.
Tout candidat doit être détenteur de la seule nationalité taïwanaise, acquise de naissance, être âgé d'au moins 40 ans, et avoir résidé à Taïwan depuis au moins quinze ans, sans interruption de plus de six mois consécutifs. Ne peuvent se présenter les individus ayant leur résidence en république populaire de Chine, les militaires et les membres de la commission électorale,.
À ces conditions s'ajoutent celle du soutien de leur candidature par un parti ou par une partie de la population. Les partis politiques dont les candidats ont réuni au moins 5 % des suffrages exprimés à la précédente élection présidentielle ou aux dernières élections législatives sont en droit de soumettre la candidature d'un binôme de candidats. À défaut d'un tel soutien, un candidat peut se présenter s'il réunit en deux semaines les signatures d'au moins 1,5 % du total des électeurs inscrits sur les listes électorales aux dernières élections législatives, soit en 2024 un minimum de 289 682 signatures,.

## Campagne

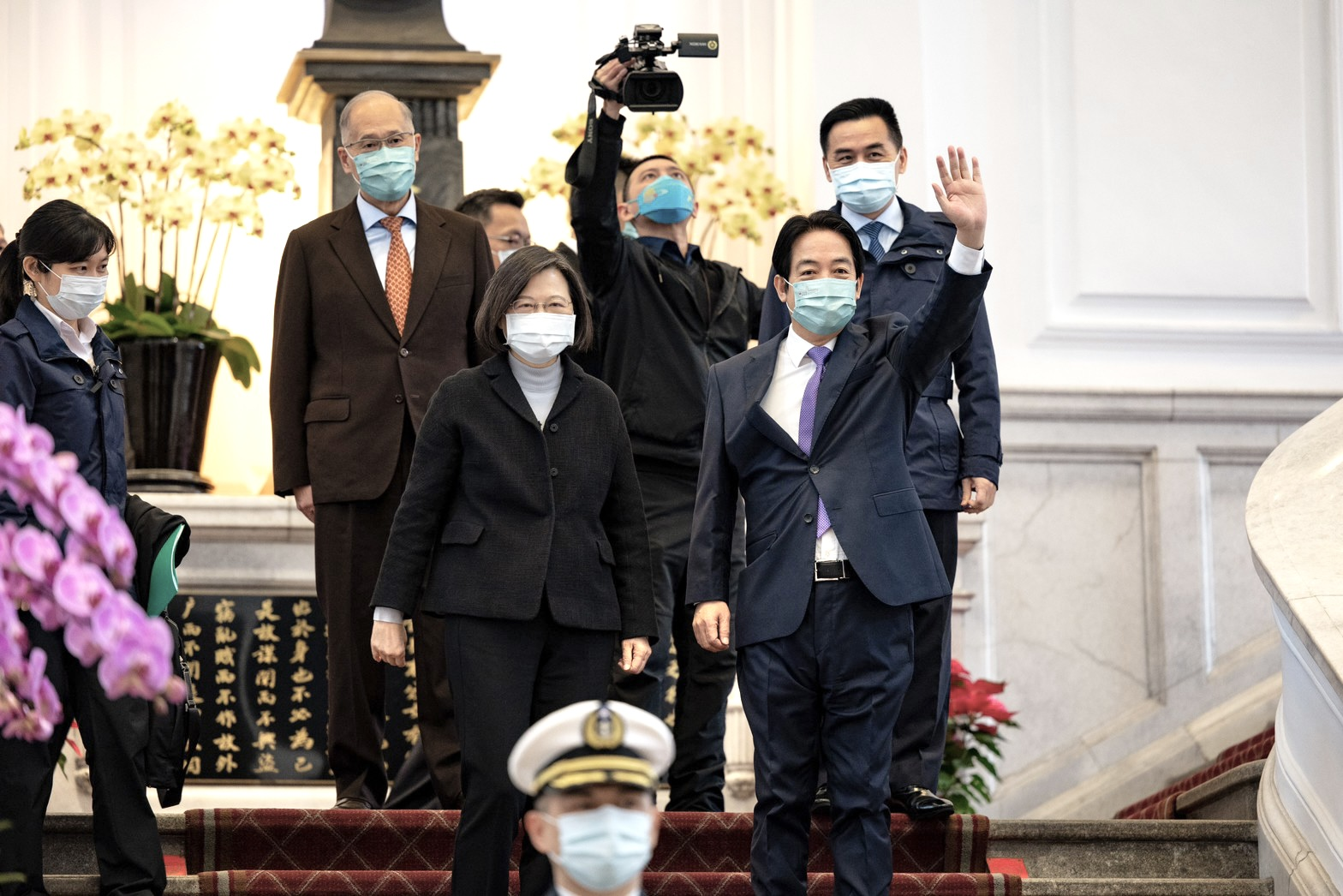
Tsai Ing-wen et Lai Ching-te en janvier 2023.

Le vice-président sortant Lai Ching-te, du Parti démocrate progressiste (DPP) bénéficie d'une avance dans les sondages d'opinions tout au long de la campagne, favorisé par la désunion de l'opposition, le Kuomintang (KMT) et le Parti populaire taïwanais (TPP) ayant échoué en novembre à s'entendre sur un duo de candidats communs après plusieurs semaines d'incertitudes. Leurs candidats respectifs, Hou Yu-ih et Ko Wen-je se font ainsi concurrence dans le contexte d'un scrutin à un tour où la désunion de l'opposition avantage le candidat du gouvernement sortant,,,.
La campagne est notamment marquée par le regain des tensions politiques et militaires avec la république populaire de Chine (RPC), dont le dirigeant, Xi Jinping, déclare lors de son discours du nouvel an que « La réunification de la patrie est une fatalité historique », dans la lignée de ses propos lors de sa rencontre mi-novembre 2023 avec le président des États-Unis, Joe Biden, au cours de laquelle il avait déjà jugé « inévitable » la réunification des deux côtés du détroit. Après plusieurs importants exercices de manœuvres militaires de l'armée chinoise ayant simulé courant 2023 l'encerclement total de l'île, la présidente sortante Tsai Ing-wen réaffirme quant à elle l'objectif taïwanais d'une résolution pacifique du conflit. Le pays bénéficie du soutien américain, qui approuve en décembre 2023 une nouvelle vente d'équipements militaires à hauteur de 300 millions de dollars, tandis que la Chine resserre ses liens avec la Russie de Vladimir Poutine dans le contexte de la guerre russo-ukrainienne. Début janvier, le gouvernement taïwanais fait face à des incursions croissantes de ballons d'observations chinois dans ses eaux territoriales du détroit de Taïwan,,. Lai Ching-te s'engage à poursuivre la politique du gouvernement sortant, en se montrant ferme face à la République populaire dont il refuse la « fausse paix » tout en n'essayant pas de déclarer formellement l'indépendance de Taïwan, une « provocation » pour Pékin qu'il ne juge pas nécessaire. Si Hou Yu-ih appelle les États-Unis à rendre explicite leur engagement à défendre l'île en cas d'invasion, le candidat du Kuomintang se déclare favorable à une tentative de rapprochement avec la RPC, à la condition que cette dernière renonce à tout recours à la force, une position partagée par le candidat du TPP, Ko Wen-je,,.
Les questions économiques figurent également parmi les principales préoccupations des électeurs, le coût de la vie et du pouvoir d'achat. L'économie est alors affectée par le taux élevé d'inflation au niveau mondial provoqué par la crise économique liée à la pandémie de Covid-19 dans le contexte d'une crise énergétique provoquée par cette dernière puis par le déclenchement en février 2022 de l'invasion de l'Ukraine par la Russie. Lai Ching-te et Hou Yu-ih s'engagent à relever le salaire minimum, le premier reconnaissant par ailleurs le manque d'aides accordées aux jeunes par le gouvernement tout en promettant d'y remédier,. Lai fait également campagne sur une augmentation des aides aux start-up, tandis que Ko Wen-je se concentre sur le financement accru du secteur hospitalier.
Hou Yu-ih et Ko Wen-je soutiennent tous deux une augmentation progressive de la part du nucléaire civil dans la production énergétique du pays, là où Lai Ching-te s'engage à fermer la filière d'ici à 2050. Tout trois font néanmoins campagne sur une augmentation de la production issue d'énergies renouvelables. Hou Yu-ih voit cependant son colistier, Jaw Shaw-kong, se montrer très critique envers le solaire, à qui il entend voir privilégier le nucléaire.
En décembre 2023, une réforme entrainant une diminution des classiques chinois étudiés dans les programmes d'enseignement prend une place inattendue dans la campagne présidentielle. En mettant davantage l’accent sur l’histoire contemporaine, la réforme réduit en effet la part des contenus concernant l’histoire de la Chine. Si le vice-président Lai Ching-te défend la réforme et précise que des ajustements sont possibles, Hou Yu-ih souhaite une grande conférence nationale sur les programmes scolaires. Ko Wen-je se prononce quant à lui pour le statu quo.
Dans le domaine sociétal, Lai Ching-te se démarque en participant en octobre 2023 à la marche des fiertés organisée dans la capitale Taipei, devenant ainsi le membre d'un gouvernement taïwanais le plus haut placé à montrer de cette façon son soutien aux droits LGBT. A l'opposé, Ko Wen-je fait l'objet de critiques pour ses positions en la matière, le candidat du Parti populaire taïwanais (TPP) étant un opposant de longue date au mariage homosexuel, légalisé à Taïwan en 2019. Le TPP est lui même critiqué pour ses liens avec un groupe de lobby anti-gay ayant notamment joué un rôle clé dans l'organisation d'un référendum contre le mariage homosexuel en 2018,. En réaction, Ko Wen-je signe avec Lai Ching-te un engagement à promouvoir et soutenir les droits LGBT et l'égalité des sexe.
La question de la peine de mort — légale à Taïwan où elle est appliquée par arme à feu — intervient dans la campagne, Lai Ching-te se retrouvant vivement critiqué par Hou Yu-ih en raison de l'inconstance de sa position sur le sujet. Ces attaques amène le vice-président à clarifier sa position au cours d'un des débats présidentiels, où il se déclare personnellement favorable à une interdiction mais s'engage à ne pas essayer de l'interdire en raison du large soutien dont la peine capitale bénéficie chez la population.

## Résultats

### Résultats nationaux
| Candidats et colistiers  | Candidats et colistiers    | Partis                   | Voix       | %     |
| ------------------------ | -------------------------- | ------------------------ | ---------- | ----- |
|                          | Lai Ching-te Hsiao Bi-khim | DPP                      | 5 586 019  | 40,05 |
|                          | Hou Yu-ih Jaw Shaw-kong    | KMT                      | 4 671 021  | 33,49 |
|                          | Ko Wen-je Cynthia Wu       | TPP                      | 3 690 466  | 26,46 |
|                          |                            |                          |            |       |
| Votes valides            | Votes valides              | Votes valides            | 13 947 506 | 99,28 |
| Votes blancs et nuls     | Votes blancs et nuls       | Votes blancs et nuls     | 100 804    | 0,72  |
| Total                    | Total                      | Total                    | 14 048 310 | 100   |
| Abstention               | Abstention                 | Abstention               | 5 500 221  | 28,14 |
| Inscrits / participation | Inscrits / participation   | Inscrits / participation | 19 548 531 | 71,86 |

## Analyse et conséquences

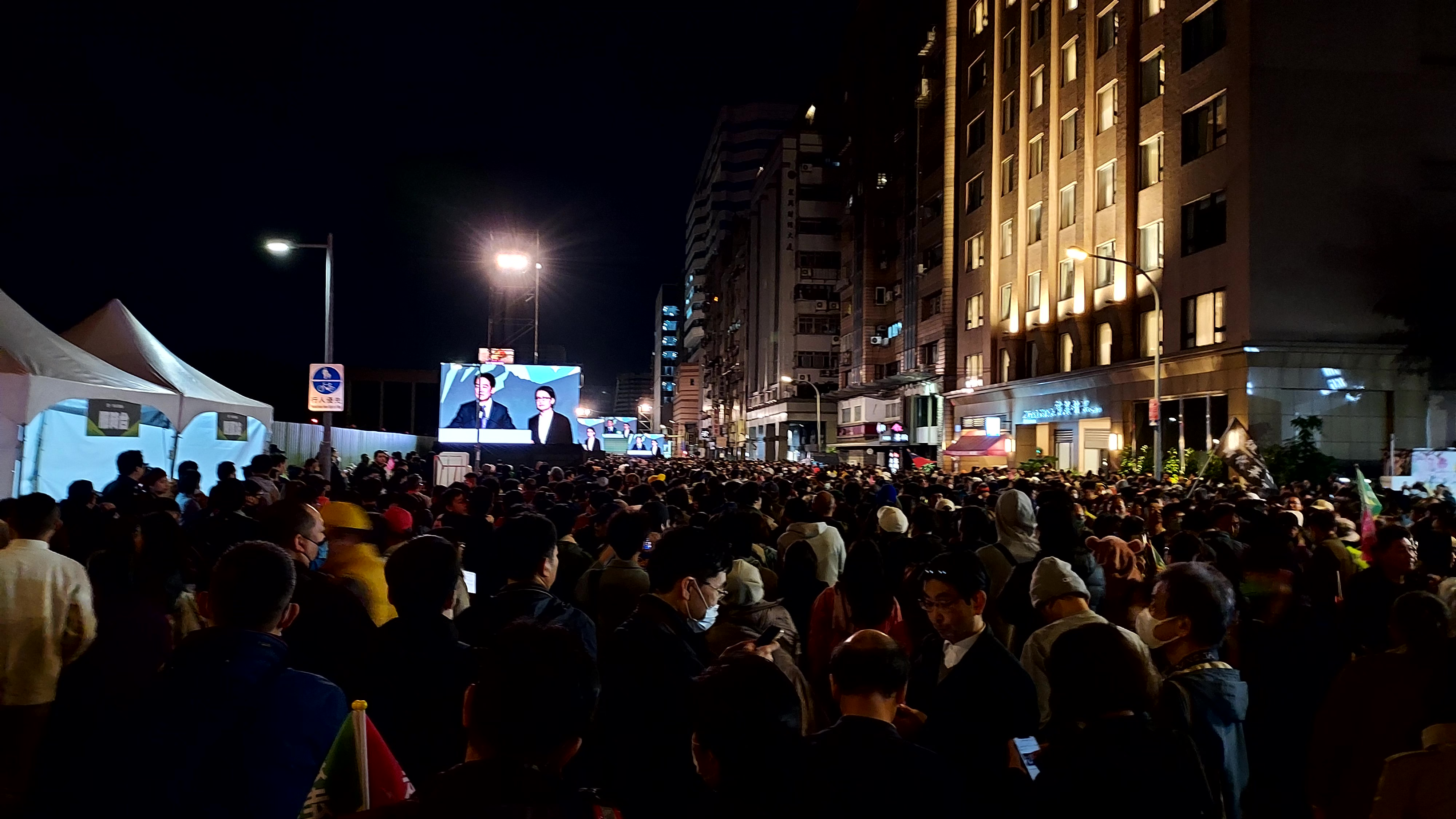
Partisans du DPP venus écouter le discours de victoire de Lai Ching-te devant le siège du parti.

Comme attendu au vu des sondages d'opinion, Lai Ching-te arrive largement en tête avec un peu plus de 40 % des suffrages exprimés. Arrivé deuxième avec 33 %, Hou Yu-ih reconnait sa défaite dans la soirée avant de s'excuser auprès des électeurs du Kuomintang (KMT) pour avoir échoué à mettre fin à huit ans de gouvernement du Parti démocrate progressiste (DPP). Si ce dernier voit son candidat remporter la présidentielle pour la troisième fois consécutive, une première dans le pays depuis l'élection du président au scrutin direct, Lai ne remporte néanmoins pas la majorité absolue des suffrages, ce qui n'était pas arrivé depuis l'élection présidentielle de mars 2000, dont il ne dépasse que de justesse les 39,30 % remportés à l'époque par Chen Shui-bian. Bien qu'ayant maintenu sa position de premier parti taïwanais, le DPP est par ailleurs confronté à la perte de sa majorité au Yuan législatif lors des élections législatives organisées simultanément. Cette situation amène le candidat du Parti populaire taïwanais (TPP), Ko Wen-je, arrivé troisième avec 26 %, à se féliciter de ces résultats, qui marquent selon lui la fin du bipartisme entre le DPP et le KMT,.
La république populaire de Chine réagit au soir même du scrutin en réitérant qu'elle considère « inévitable » la « réunification » avec Taïwan, s'opposant fermement aux « activités séparatistes » de l'île et à l'« ingérence étrangère ».
La prestation de serment de Lai Ching-te intervient le 20 mai 2024. Dans son discours d'investiture, le nouveau président se montre bien plus ferme avec la Chine que sa prédécesseure ne l'avait été lors de son propre discours huit ans auparavant. Tout en promettant de « ne pas céder ni provoquer » et de « maintenir le statu quo », il appelle la population à ne pas se faire d'illusions face aux « multiples menaces et tentatives d'infiltration de la Chine » et à démontrer sa « résolution à défendre la nation », tout en concluant qu'elle seule décidera le futur de la « République de Chine-Taïwan ». Ces déclarations rendent furieuse la Chine qui y voit un aveux de la part du gouvernement de rechercher l'indépendance et de pousser ainsi l'île « vers la guerre ». Trois jours plus tard, la Chine lance une série d'exercices militaire de grande ampleur, encerclant totalement Taiwan avec sa flotte en guise de « sévère punition »,.